# RDFクエリ言語
RDFクエリ言語（英: RDF query language）とは、Resource Description Framework (RDF) 形式で格納されたデータの検索と操作が可能なコンピュータ言語である。

## 概要
SPARQL はRDFクエリ言語のデファクトスタンダードとなりつつあり、W3C勧告でもある。2006年4月に勧告候補としてリリースされたが、問題が指摘され、2006年10月にはワーキングドラフト状態に戻された。2007年6月に再び勧告候補となった。2007年11月12日、勧告案となり、2008年1月15日、勧告となった。

## その他のRDFクエリ言語
- DQL - XMLベース。
- N3QL
- RDFQ - XMLベース
- RDQL - SQL風
- RQL - SQL風
- SeRQL - SQL風。RDQLに類似
- XUL には、RDF内のデータにマッチングする規則を宣言できるtemplateがある。
- Adenine